# Świdry Małe
Świdry Małe – dawniej samodzielna wieś, obecnie część miasta Józefów, w województwie mazowieckim, w powiecie otwockim. Leży w zachodniej części miasta, blisko Wisły. Rozpościera się obecnie między aleją Nadwiślańską a ul. Józefa Bema, na północ od ul. Wyszyńskiego.
Wieś powstała około 1795 roku przy trakcie wzdłuż Wisły, późniejszej szosie nadwiślańskiej. Początkowo nazywana Świdrami Pruskimi, a w XIX wieku Świdrami Bliższymi.
W latach 1867–1939 wieś w gminie Zagóźdź. W 1921 roku Świdry Małe (wieś z folwarkiem) liczyły 190 stałych mieszkańców.
20 października 1933 utworzono gromadę Świdry Małe w granicach gminy Zagóźdź, składającą się z samej wsi Świdry Małe.
1 kwietnia 1939 w związku ze zniesieniem gminy Zagóźdź, gromadę Świdry Małe włączono do gminy Letnisko Falenica w tymże powiecie.
Podczas II wojny światowej w Generalnym Gubernatorstwie, w dystrykcie warszawskim. W 1939 roku wzniesiono tu strategiczny drewniany most na Wiśle, którym miały wycofywać się polskie jednostki w czasie kampanii wrześniowej. 9 września 1939 roku doszło do bitwy o most, w której został odparty atak niemieckiego 2 batalionu 1 pułku 1 DPanc przez żołnierzy z 6 kompanii 26 pułku piechoty wspartej ckm-ami i plutonem dział ppanc. Most wysadzony został przez Niemców w lipcu 1944 roku. W 1943 gromada Świdry Małe (w gminie Falenica) liczyła 298 mieszkańców.
15 maja 1951, w związku ze zniesieniem gminy Falenica Letnisko (i włączeniem jej większej części do Warszawy), gromada Świdry Małe weszła w skład gminy Józefów.
1 lipca 1952, w związku z likwidacją powiatu warszawskiego, gminę Józefów (ze Świdrami Małymi) przeniesiono do nowo utworzonego powiatu miejsko-uzdrowiskowego Otwock, gdzie została przekształcona w jedną z jego ośmiu jednostek składowych – dzielnicę Józefów.
Dzielnica Józefów przetrwała do końca 1957 roku, czyli do chwili zniesienia powiatu miejsko-uzdrowiskowego Otwock i przekształcenia go w powiat otwocki. 1 stycznia 1958 dzielnicy Józefów nadano status osiedla, przez co Świdry Małe stały się integralną częścią Józefowa, a w związku z nadaniem Józefowowi praw miejskich 18 lipca 1962 – częścią miasta.